# Wuthering Heights (film, 2026)
Wuthering Heights är en kommande amerikansk-brittisk dramafilm, med planerad premiär i USA den 13 februari 2026 av Warner Bros. Pictures. Den är regisserad av Emerald Fennell med manus baserat på romanen Svindlande höjder av Emily Brontë.

## Handling
Filmen kretsar kring en passionerad och stormig kärlekshistoria som utspelar i Yorkshires hedar och utforskar den intensiva och destruktiva relationen mellan Heathcliff och Catherine Earnshaw.

## Rollista (i urval)
- Margot Robbie - Catherine Earnshaw
  - Charlotte Mellington - Catherine, som ung
- Jacob Elordi - Heathcliff
  - Owen Cooper - Heathcliff, som ung
- Shazad Latif - Edgar Linton
- Hong Chau - Nelly Dean
- Alison Oliver - Isabella Linton